# Cratichneumon demissus
Cratichneumon demissus är en stekelart som först beskrevs av Tosquinet 1903.  Cratichneumon demissus ingår i släktet Cratichneumon och familjen brokparasitsteklar. Inga underarter finns listade i Catalogue of Life.